# Palazzo Stiattesi
Palazzo Stiattesi è un edificio storico del centro di Firenze, situato in via del Corno 3.

## Storia e descrizione
Il palazzo, già Stiattesi e poi nel XVI secolo di proprietà dei da Filicaia, sorge su preesistenti murature trecentesche (si vedano i conci riportati a vista nella parte inferiore del fabbricato a seguito di un restauro novecentesco) ma prospetta sulla via con un fronte di disegno riconducibile ai primi del Cinquecento. 
Così Marcello Jacorossi (Palazzi 1972): "Di belle forme architettoniche con porta e cinque finestre al primo piano, centinate ad arco di tutto sesto con bozze spianate. Le finestre del secondo piano sono state ridotte di forma rettangolare. Sotto le finestre, cornici modanate. Al terreno, tre finestre con pietrami a cardinaletto e resti di una più antica costruzione a bozze di pietra forte, di carattere del XIV secolo". 
Sempre sulla facciata, sopra l'attuale ingresso, è un Cristo fra le rovine del pittore Ugo Fanfani, realizzato nel 1954 quando il Comitato per l'estetica cittadina promosse il recupero della via. Di grande interesse e rarità e la finestra per i bambini con inferriata sporgente ed arrotondata che è sotto la prima finestra al piano nobile.

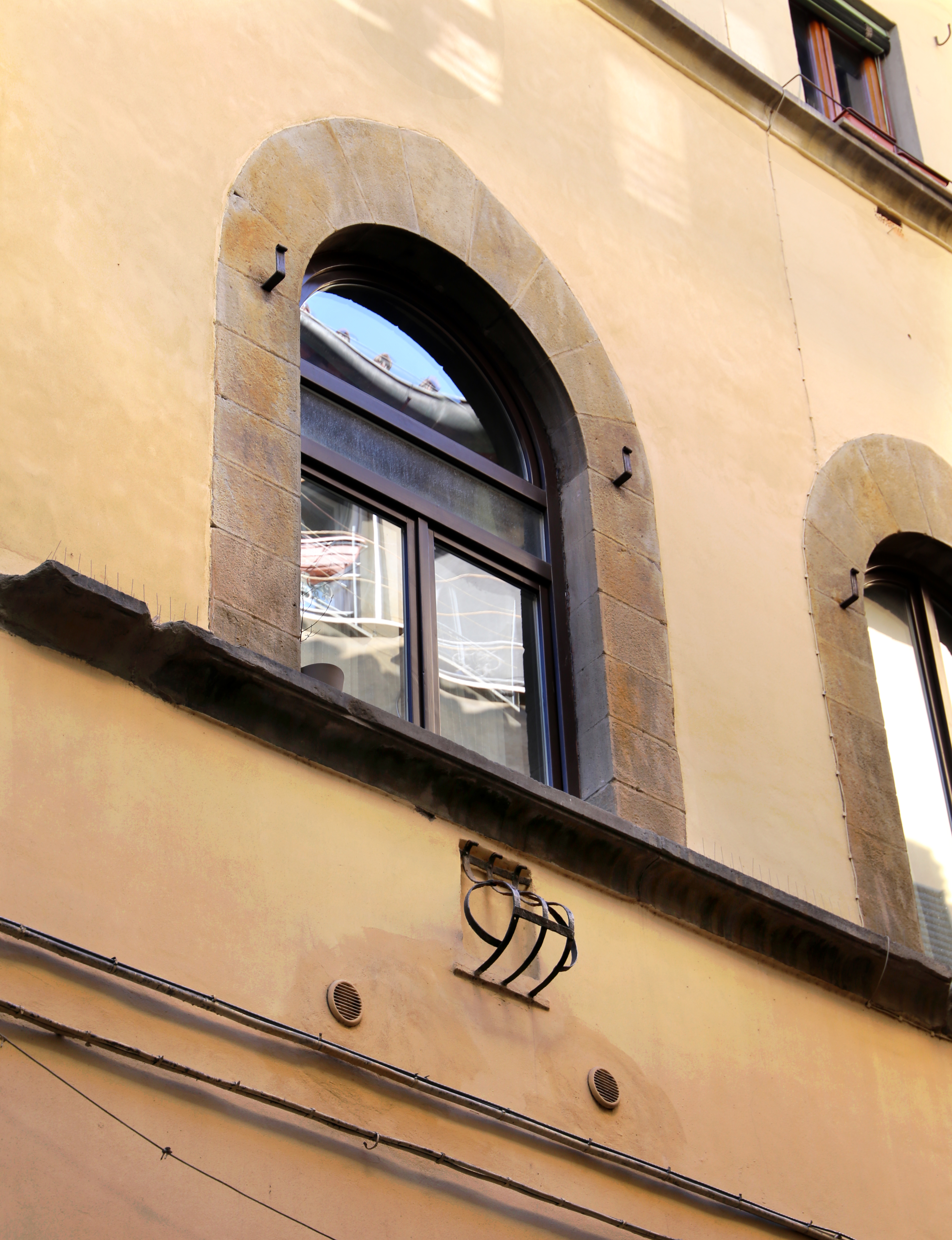
La finestra per bambini
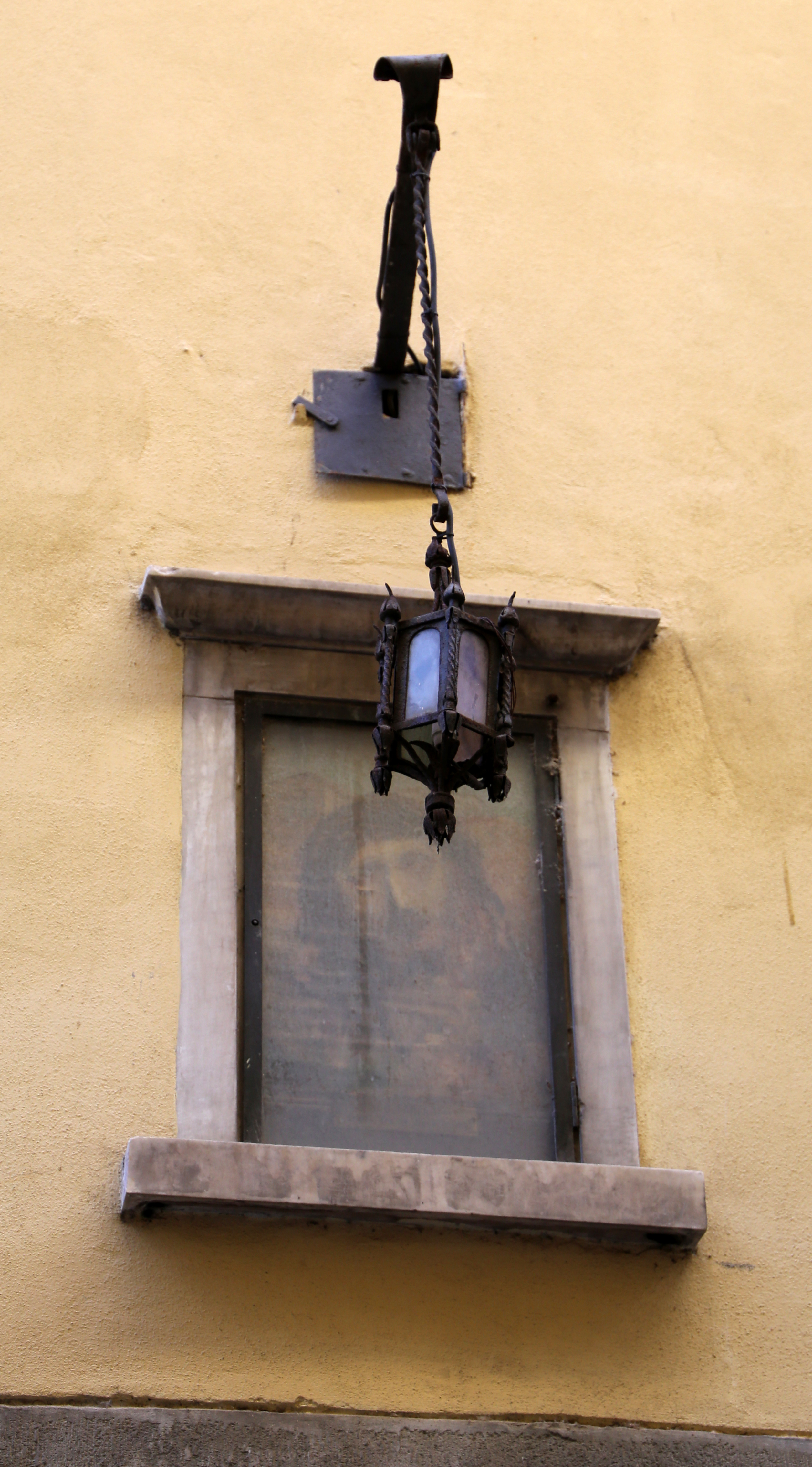
Tabernacolo